# Пространство в физике

Правосторонняя трехмерная декартова система координат, используемая для обозначения положений в пространстве

Пространство и время в физике являются фундаментальными концепциями, используемыми для координации материальных объектов и их состояний. Пространство представляет собой систему отношений, описывающую координацию сосуществующих объектов, их расстояния и ориентацию, тогда как время описывает координацию сменяющих друг друга состояний или явлений, их последовательность и длительность. Эти понятия служат организующими структурами для различных уровней физического познания и определяют метрическую, топологическую и другие структуры фундаментальных физических теорий, а также структуру их эмпирических интерпретаций и физических картин мира.

## История
Исторически представления о пространстве и времени прошли долгий путь развития. В наиболее архаичных взглядах они не выделялись из материальных объектов и процессов, будучи тесно связанными с ландшафтом, календарными циклами и мифологическими представлениями о мире. Время часто осмысливалось как циклическое, а пространство — как неоднородное и неизотропное, разделенное на качественные уровни.
Позднее, в рамках натурфилософии и монотеистических религий, пространство и время обрели более самостоятельный статус в качестве фона, на котором разворачиваются природные процессы. Возникли две основные концепции: субстанциальная, рассматривающая пространство и время как самостоятельные сущности. Например, пустота Демокрита или топос Аристотеля, абсолютные пространство и время Ньютона, и реляционная, определяющая их как системы отношений между материальными объектами и событиями.
В античности важную роль сыграла геометрия Евклида, представившая пространство как однородное и бесконечное. Эта концепция оказала значительное влияние на классическую механику, разработанную в XVI—XVII веках усилиями Кеплера, Декарта, Галилея и Ньютона. Исаак Ньютон ввел понятия абсолютного, истинного, математического времени, протекающего равномерно независимо от чего-либо внешнего, и абсолютного пространства, остающегося всегда одинаковым и неподвижным. Классическая механика базировалась на принципе относительности Галилея, согласно которому законы механики ковариантны относительно преобразований Галилея, подразумевающих абсолютность длины, временных интервалов и одновременности событий. Связь законов сохранения с пространственно-временной симметрией, таких как однородность и изотропность абсолютных пространства и времени, была позднее выявлена Ли, Клейном и Нётер.
В XIX веке появились математические разработки, предвосхитившие изменения в физических представлениях. Работы Лобачевского, Больяй, Гаусса заложены основы неевклидовых геометрий, показавшие возможность существования пространств с ненулевой кривизной, и Риманом обобщено понятие пространства, что поставило вопрос об эмпирическом определении геометрии физического пространства. В термодинамике возникло понятие необратимости времени, а в электродинамике Максвелла — представление о поле и возможно привилегированной системе отсчета (эфире). Изменения в понимании пространства и времени произошли в физике XX века с появлением теории относительности и квантовой механики.

## Специальная теория относительности
СТО Эйнштейна, созданная как электродинамика движущихся тел, исходила из принципа относительности для всех физических явлений и принципа постоянства скорости света в вакууме. Это привело к отказу от абсолютной одновременности и абсолютных пространства и времени Ньютона. Координаты и время стали связываться преобразованиями Лоренца:
{\displaystyle x'={\frac {x-ut}{\sqrt {1-u^{2}/c^{2}}}}}
{\displaystyle y'=y}
{\displaystyle z'=z}
{\displaystyle t'={\frac {t-ux/c^{2}}{\sqrt {1-u^{2}/c^{2}}}}}
где c — скорость света. В СТО понятия длины и временного интервала стали зависеть от системы отсчета, а пространство и время объединились в единый четырёхмерный континуум Минковского, характеризующийся инвариантным интервалом:
{\displaystyle ds^{2}=c^{2}dt^{2}-dx^{2}-dy^{2}-dz^{2}}
Это объединение вновь сместило акцент на абсолютность, но уже абсолютность четырёхмерного многообразия.

## Общая теория относительности
ОТО Эйнштейна распространила принцип относительности на неинерциальные системы отсчета и включила гравитацию. Согласно ОТО, гравитация является проявлением искривления самого пространства-времени, а геометрия пространства-времени определяется распределением материи и энергии. Фундаментальное уравнение ОТО связывает кривизну пространства-времени с тензором энергии-импульса:
{\displaystyle R_{\mu \nu }-{\frac {1}{2}}Rg_{\mu \nu }=-{\frac {8\pi G}{c^{2}}}T_{\mu \nu }}
где {\displaystyle R_{\mu \nu }} — тензор кривизны Риччи, R — скалярная кривизна, {\displaystyle g_{\mu \nu }} — метрический тензор, {\displaystyle T_{\mu \nu }} — тензор энергии-импульса, G — гравитационная постоянная. Применение ОТО к Вселенной привело к созданию релятивистской космологии, описывающей Вселенную как динамическое целое с изменяющейся во времени метрикой (модели Фридмана, расширение Вселенной Хабблом). В рамках этой модели само время возникло в момент Большого взрыва (t=0).

## Квантовая механика
Квантовая механика, возникшая для описания атомного мира, также внесла существенные изменения в представления о пространстве и времени. На микроуровне утрачивает смысл классическое понятие пространственно-временной траектории частицы. В квантовой механике действуют соотношения неопределенностей Гейзенберга, связывающие точность определения пар сопряженных величин, таких как координата (x) и импульс (p), или энергия (E) и время (t):
{\displaystyle \Delta x\Delta p\geq \hbar /2}
{\displaystyle \Delta E\Delta t\geq \hbar /2}
где {\displaystyle \hbar } — редуцированная постоянная Планка. Это указывает на принципиальные ограничения в одновременном точном определении пространственно-временных и импульсно-энергетических характеристик микрообъектов и подразумевает дискретность фазового пространства.
Развитие физики элементарных частиц и квантовой теории поля столкнулось с новыми трудностями, связанными с понятием непрерывности пространства-времени на ультрамалых масштабах. Появились идеи о квантованном пространстве-времени и существовании фундаментальной длины ({\displaystyle l_{0}\sim 10^{-17}} см), за пределами которой, возможно, классические пространственно-временные представления неприменимы. Современные подходы в единых теориях поля (например, объединение электрослабого и сильного взаимодействий) связывают калибровочные поля с геометрической концепцией связности на расслоенных пространствах и активно исследуют модели, включающие дополнительные пространственные измерения (до 10, 26 и даже 605 измерений в некоторых теориях, таких как теория струн).
Вопросы о структуре пространства-времени на планковских масштабах ({\displaystyle l_{Planck}\sim 10^{-33}} см) и о первых мгновениях Вселенной вблизи Большого взрыва остаются предметом активных исследований в современной физике, предполагая возможное изменение самих представлений о пространстве и времени на этих предельных уровнях.